# Anselm – Das Rauschen der Zeit
Anselm – Das Rauschen der Zeit ist ein 3D-Dokumentarfilm von Wim Wenders aus dem Jahr 2023. Das Werk porträtiert den in Frankreich lebenden deutschen Künstler Anselm Kiefer. Die europäische Koproduktion zwischen Deutschland, Frankreich und Italien wurde im Mai 2023 beim Filmfestival von Cannes uraufgeführt.

## Inhalt
Der als „immersiv“ beschriebene Film stellt den Maler und Bildhauer Anselm Kiefer in den Mittelpunkt. Das Werk beleuchtet seine Arbeit, seinen Lebensweg, seine Inspiration, seinen kreativen Prozess sowie die Faszination des Künstlers für Mythos und Geschichte. Dabei soll die Grenze zwischen Film und Malerei „verwischt“ werden.

## Veröffentlichung
Die Premiere von Anselm fand am 17. Mai 2023 bei den Filmfestspielen von Cannes statt. Dort wurde der Film in die Sektion Sonderaufführungen gemeinsam mit weiteren dokumentarischen Arbeiten von Kleber Mendonça Filho, Steve McQueen und Wang Bing aufgenommen. Gleichzeitig erhielt Wenders für seinen Spielfilm Perfect Days eine Einladung in den Hauptwettbewerb. In Frankreich wurde Anselm im Verleih von Les Films du Losange am 18. Oktober 2023 regulär in den französischen Kinos veröffentlicht. Kinostart in Deutschland war am 12. Oktober 2023.
Die Verwertungsrechte für Deutschland, Österreich und die Schweiz sicherte sich der Filmverleih DCM.
Der Filmjournalist Dieter Oßwald zeigt sich im Magazin Doppelpunkt (Nürnberg) beeindruckt: „Künstler-Koloss trifft Künstler-Koloss, da muss schon 3D her, um rigoros die Genialität einzufangen. Kleine Karos sucht man hier vergeblich, Wenders will Visionen, verweigert sich bewusst den üblichen Biografie-Regeln. Kein Plaudern über Privates, keine Nebensächlichkeiten: Das Werk ist das Ziel. Im dreidimensionalen Raum ist das Publikum stets mittendrin, statt nur dabei bei dieser Expedition in diese wilde Welt des Anselm Kiefer.“